# Отрадний сільський округ
Отра́дний сільський округ (каз. Отрадное ауылдық округі, рос. Отрадный сельский округ) — адміністративна одиниця у складі Жаркаїнського району Акмолинської області Казахстану. Адміністративний центр — село Отрадне.
Населення — 512 осіб (2021; 740 у 2009, 1097 у 1999, 1425 у 1989).
Станом на 1989 рік існувала Отрадна сільська рада (села Актобе, Отрадне, селище Кенська). Село Шанирак було ліквідоване 2005 року.

## Склад
До складу округу входять такі населені пункти:
| Населений пункт | Населення, осіб (1989) | Населення, осіб (1999) | Населення, осіб (2009) | Населення, осіб (2021) |
| --------------- | ---------------------- | ---------------------- | ---------------------- | ---------------------- |
| Кенське, село   | 239                    | 325                    | 266                    | 203                    |
| Отрадне, село   | 1021                   | 694                    | 474                    | 309                    |
| Шанирак, село   | 165                    | 78                     | -                      | -                      |